# Christopher Polge
Ernest John Christopher Polge CBE, FRS (16 de agosto de 1926 – 17 de agosto de 2006) foi um biólogo inglês, notável por seu trabalho sobre criopreservação.
Filho de um fazendeiro de Buckinghamshire, foi educado na Bootham School em Iorque, seguindo depois para a Universidade de Reading, onde estudou agronomia. Trabalhou brevemente como um economista agrônomo antes de entrar para a Divisão de Biologia Experimental do National Institute for Medical Research em Mill Hill, Londres, e depois na Estação de Pesquisa Animal em Cambridge, onde foi subordinado de Sir John Hammond.
Foi quando era doutorando que resolveu o problema antigo de preservação de células vivas e ossos a temperaturas muito baixas. In 1950 Polge produziu os primeiros frangos de ovos fertilizados com esperma congelado, os primeiros vertebrados a serem produzidos desta forma. Dois anos depois Polge relatou altas taxas de gravidez em bovinos com esperma congelado por períodos superiores a um ano, trabalho que teve consequências de longo alcance para o futuro da inseminação artificial e melhora genética no gado.
Depois que a Animal Research Station fechou em 1986, Polge co-fundou a Animal Biotechnology Cambridge Ltd., onde foi também diretor científico, para traduzir pesquisa básica e aplicada em processos e produtos agrícolas comerciais.
Polge foi eleito membro da Royal Society em 1983, recebeu o Prêmio Wolf de Agronomia de 1988. Foi eleito membro estrangeiro associado da Academia Nacional de Ciências dos Estados Unidos em 1997.